# Trzy małe duszki
Trzy małe duszki (jap. ちいさなおばけアッチ・コッチ・ソッチ Chiisa na obake Atchi, Kotchi, Sotchi; ang. Three Little Ghosts, 1991–1992) – japoński serial animowany wyprodukowany przez Studio Pierrot opowiadający o przygodach trzech duszków: Bumpera, Cuttera i Sally.

## Postacie

### Trzy małe duszki
- Bumper – pierwszy z duszków. Jest dobrym chłopcem i dzielnym kucharzem. Mieszka z papą Pierre’em we francuskiej restauracji.
- Sally – drugi z duszków. Jest pełną humoru i szaloną dziewczyną. Mieszka z babcią Jones w sklepie ze słodyczami.
- Cutter – ostatni duszek. Jest chłopcem, który strzyże ludzi. Mieszka z Charlesem w dużym salonie fryzjerskim.

### Pozostali
- Pierre – kucharz i opiekun Bumpera. Mówi z francuskim akcentem.
- Babcia Jones – sprzedawczyni i opiekunka Sally.
- Charles – fryzjer i opiekun Cuttera.
- Henrietta – ośmioletnia dziewczynka i przyjaciółka Bumpera.
- myszy Lilly i Lennie i kot Tigo – zwierzęcy przyjaciele Bumpera.
- Bertie Buldog – pomocnik Charlesa w zakładzie fryzjerskim i przyjaciel Cuttera

## Wersja polska
Serial powstał w 1991 roku, a jego amerykańsko-francuska wersja z 1992 roku trafiła do Polski w latach 1999–2000. W Polsce serial można było oglądać na kanale Fox Kids oraz TVN w paśmie Bajkowe kino (ostatni 50. odcinek wyemitowano 4 czerwca 2001 roku), a także na Jetix Play.

### Dubbing
Wersja polska: Master Film

Reżyseria: Anna Górna

Dialogi:
- Zofia Gładyszewska,
- Adam Kodman,
- Joanna Orzeszkowska,
- Leszek Abrahamowicz,
- Dariusz Dunowski

Dźwięk: Agnieszka Łukasiewicz

Montaż: Gabriela Turant-Wiśniewska

Kierownictwo produkcji: Mieczysława Kucharska
Wystąpili:
- Katarzyna Tatarak – Bumper
- Beata Łuczak – Sally
- Beata Jankowska –
  - Cutter,
  - Bruce (odc. Strach przed selerem),
  - drugi chłopiec niechętny z korzystania karuzeli pana Joego (odc. Wesoła karuzela),

oraz:
- Hanna Kinder-Kiss – Henrietta (epizody z Bumperem)
- Jolanta Wilk – mysz Winny (epizody z Bumperem)
- Joanna Pałucka – mysz Lenny (epizody z Bumperem)
- Cezary Kwieciński – Kot Tigo (epizody z Bumperem)
- Stefan Knothe – kucharz Pierre (epizody z Bumperem)
- Aleksandra Koncewicz – Babcia Jones (epizody z Sally)
- Krystyna Kozanecka –
  - wychowawczyni (epizody z Sally),
  - uczennica (odc. Szkolny turniej sportowy)
- Jacek Rozenek –
  - fryzjer Charles (epizody z Cutterem),
  - Echo (odc. Głodne Echo),
  - spiker radiowy (odc. Wstrząsająca prawda)
- Jarosław Boberek –
  - Bertie Buldog (epizody z Cutterem),
  - typek sprzedający czapkę Normanowi (odc. Nie zdejmę czapki!),
  - czarodziejski szop (odc. Głodne Echo),
  - jeleń (odc. Głodne Echo),
  - gniewny kierowca (odc. Tajemnica Olivera),
  - pan Joe (odc. Wesoła karuzela)
- Andrzej Arciszewski – Dyrektor szkoły
- Brygida Turowska –
  - Chłopiec z domu dziecka (odc. Pizza jak ze snu),
  - Buster
- Elżbieta Bednarek – Narrator
- Barbara Bursztynowicz – Jedna z dziewcząt z domu dziecka (odc. Pizza jak ze snu)
- Iwona Rulewicz –
  - Nastolatka z domu dziecka (odc. Pizza jak ze snu),
  - Susan (odc. Włosy Susan)
- Joanna Węgrzynowska – koleżanka Cuttera
- Anna Apostolakis –
  - Jimmy (odc. Szkolny turniej sportowy)
  - kotka Pussy,
  - Monty (odc. Mały Dobosz)
  - Willy (odc. Willy Beksa)
- Jacek Braciak – Jeden z młodszych klientów Charlesa
- Mieczysław Gajda – Rufus, król Krainy Luster (odc. Wąsy w lustrze)
- Mirosława Krajewska – matka Johna (odc. Wstrząsająca prawda)
- Ryszard Olesiński – Beniamin Bloom (odc. Strach przed selerem)
- Monika Wierzbicka –
  - John (odc. Wstrząsająca prawda),
  - jeden z owadów (odc. Tajemnica Olivera),
  - Belinda (odc. Strach przed selerem),
  - pierwszy chłopiec niechętny z korzystania karuzeli pana Joego (odc. Wesoła karuzela),
  - dziewczynka niechętna z korzystania karuzeli pana Joego (odc. Wesoła karuzela)
  - matka Olivera (odc. Tajemnica Olivera)
- Jacek Czyż – stary żuk (odc. Tajemnica Olivera)
- Agnieszka Kunikowska –
  - Marie, koń z karuzeli pana Joego (odc. Wesoła karuzela),
  - Oliver (odc. Tajemnica Olivera)
- Małgorzara Puzio –
  - uczeń (odc. Szkolny turniej sportowy)
  - Norman (odc. Nie zdejmę czapki!)

i inni
Lektor: Stefan Knothe

## Spis odcinków
Serial składa się z 50 odcinków. Każdy odcinek to dwie krótkie historie.